# Nana Patekar
Nana Patekar, właśc. Vishwanath Patekar (marathi: नाना पाटेकर) (ur. 1 stycznia 1951 w Murud-Janjira, Maharasztra) – indyjski aktor i reżyser.
Był nagradzany za role w Krantiveer (1994), Parinda (1989), Angaar (1992), Apaharan (2005) i nominowany do nagród za Shakti: The Power (2002) i Ab Tak Chhappan (2004).

## Filmografia

### Aktor
- Gaman (1978) – Vasu
- Giddh: The Vulture (1984) – Veerappan
- Aaj Ki Awaaz (1984)
- Dahleez (1986)
- Ankush (1986) – Ravindra Kelkar 'Ravi'
- Sutradhar (1987) – Kumar
- Avam (1987)
- Andha Yudh (1987)
- Pratighaat (1987) – Karamveer
- Trishagni (1988)
- Sagar Sangam (1988)
- Salaam Bombay! (1988) – Baba Golub
- Parinda (1989) – Anna
- Thodasa Roomani Ho Jaayen (1990)
- Disha (1990) – Vasant Mandre
- Prahaar: The Final Attack (1991) – major Chauhan
- Diksha (1991) – Koga Pandit
- Tirangaa (1992) – Shivajirao Wagle
- Raju, gentleman w każdym calu (1992) – Jai
- Angaar (1992) – Majid Khan
- Krantiveer (1994) – Pratap Narayan Tilak
- Hum Dono (1995) – Vishal Saigal
- Agni Sakshi (1996) – vvVishwanath
- Khamoshi: The Musical (1996) – Joseph Braganza
- Ghulam-E-Musthafa (1997) – Ghulam -E- Musthafa
- Yeshwant (1997) – Yeshwant Lohar
- Yugpurush: A Man Who Comes Just Once in a Way (1998) – Anirudh
- Wajood (1998) – Malhar Gopaldas Agnihotri/Col. Latti
- Hu Tu Tu (1999) – Bhau
- Kohram: The Explosion (1999) – Maj. Ajit Arya
- Gang (2000) – Abdul
- Tarkieb (2000) – CBI Inspector Jasraj Patel
- Vadh (2002) – dr Arjun Singh
- Shakti: The Power (2002) – Narasimha
- Duch (2003) – Liyaqat Qureshi
- Darna Mana Hai (2003) – John Rodrigues
- Aanch (2003)
- Ab Tak Chhappan (2004) – Inspector Sadhu Agashe
- Apaharan (2005) – Tabrez Alam
- Pak Pak Pakak (2005) (Marathi Movie)
- Mistrz blefu (2005) – Chandru Parekh
- Taxi Number 9211 (2006) – Raghav Shastri
- Hattrick (2007) – Doctor
- Welcome (2007) (filming)
- Yatra (2006)
- Saamna (2006) – Guru
- Bommalattam(2007) (tamilski)
- Cinema (2007) (w produkcji)
- Ek – The Power of One (2008) – oficer Krish Prasad

### Reżyser
- Prahaar: The Final Attack (1991)

### Scenarzysta
- Prahaar: The Final Attack (1991)